# 沃尔斯多夫
沃尔斯多夫是德国下萨克森州的一个市镇。总面积13.17平方公里，总人口1034人，其中男性519人，女性515人（2011年12月31日），人口密度79人/平方公里。